# Cas Túnel de Sóller
El cas Túnel de Sóller fou un cas de corrupció que afectà el president del Govern Balear Gabriel Cañellas.
Els fets consistiren en l'adjudicació irregular de les obres de construcció del Túnel de Sóller a Antoni Cuart, empresari soci del president Gabriel Cañellas. Antoni Cuart pagà aproximadament 50 milions de pessetes a la Fundació Illes Balears, presidida per Gabriel Cañellas, i al mateix PP per a sufragar les despeses de les campanyes electorals de 1989 i 1991.
El procés s'inicià el 7 d'abril de 1995 quan Eberhard Grosske (EU) denuncià el president i el conseller d'Obres Públiques del Govern del PP, Gabriel Cañellas i Bartomeu Reus, i l'exconseller Jeroni Saiz, per suposada prevaricació continuada en l'adjudicació de les obres i l'explotació del túnel de Sóller a l'empresa d'Antoni Cuart.
El candidat del PP a la presidència del Govern d'Espanya en aquells moments, José María Aznar, obligà Gabriel Cañellas a dimitir per donar una imatge de transparència i assumpció de responsabilitats. Cañellas formalitzà la dimissió el 13 de juliol de 1995. El substituí en el càrrec Cristòfol Soler.
En el judici també foren jutjats, a part del president Cañellas, que fou absolt per prescripció del delicte, el llavors conseller d'obres públiques, Jeroni Sáiz, i el llavors secretari general del PP, José Antonio Berastain.
La sentència del TSJB del juliol de 1997 tancà el cas declarant provades les acusacions, però absolgué els acusats per la prescripció del delicte.